# São Carlos FC
São Carlos FC is een Braziliaanse voetbalclub uit São Carlos, in de deelstaat São Paulo.

## Geschiedenis
De club werd opgericht in 2004 als opvolger van Sãocarlense en begon in 2005 in de Segunda Divisão, de vierde klasse van het Campeonato Paulista en werd daar meteen kampioen en promoveerde. Na een aantal jaren in de middenmoot eindigde de club in 2011 op een derde plaats en promoveerde zo naar de Série A2. Na twee seizoenen degradeerde de club terug. Ze namen ook een aantal keren deel aan de Copa Paulista, maar werden hier telkens in de eerste ronde uitgeschakeld. In 2014 volgde een tweede degradatie op rij en de club was weer bij af. Ze konden wel meteen terug promoveren. Bij de terugkeer in de Série A3 werd de club derde, maar dat jaar promoveerden slechts twee teams. In 2017 werden ze negende en misten daardoor net de eindronde. In 2018 bereikten ze wel de eindronde, waarin ze verloren van Portuguesa Santista, maar in 2019 volgde een degradatie.